# Attestation de capacité (transport)
L'attestation de capacité est délivrée pour les transporteurs et pour les intermédiaires dans le domaine des transports (commissionnaires de transport et courtiers de fret fluvial en France). L'ensemble des textes ci-dessous, fixant les conditions d'obtention des attestations de capacité sont reproduits des différents codes et journaux officiels. Des ouvrages de référence, comme le Dallozou le Lamy transportles commentent. Pour des raisons de copyright, nous ne reproduisons ci-dessous, que les textes publics. Les conditions professionnelles d'accès à la profession ont subi des changements à partir du 4 décembre 2011 (date de la mise en application du règlement CE 1071/2009).

## Transporteurs

### Mode routier

#### Expérience antérieure à un niveau de direction (véhicules de moins de3,5 tonnes)
En application de l'article 4-II du décret no 99-752 du 30 août 1999, une expérience pratique d'au moins cinq années dans une entreprise de transport à un niveau de direction est susceptible de valoir justification de capacité professionnelle (et donc dispense de l'examen), après contrôle de cette expérience devant une commission spécialisée présidée par le préfet de région. Par fonction de direction, il faut entendre « direction d'une entreprise de transport en tant que responsable d'établissement principal ou secondaire, soit dans l'emploi d'adjoint de ce dernier, soit dans un emploi de cadre responsable du département transport ou location de l'entreprise » (Arr. min. 17 nov. 1999, art. 5, JO 30 nov. 1999, p. 17808). Cette fonction est appelée "Dirigeant effectif et permanent de l'activité de transport".
Une circulaire no 2000-43 en date du 22 juin 2000 précise que cette expérience de cinq années peut éventuellement avoir été fractionnée (Circ. min. no 2000-43, 22 juin 2000, BO MELT 2000, no 13, p. 67), mais ne doivent pas avoir cessé depuis plus de trois ans à la date de la demande d'attestation de capacité. Le demandeur doit encore justifier qu'il possède les connaissances et compétences requises pour exercer la profession de transporteur public routier ou de loueur de véhicule avec chauffeur.
L'arrêté du 17 novembre 1999 précise ainsi que ce contrôle des connaissances s'opère à partir d'un dossier adressé par le postulant au préfet de région de son domicile et comportant les pièces suivantes :
- Une demande d'attestation de capacité rédigée par le candidat sur le formulaire CERFA ;
- Une fiche décrivant de façon détaillée la nature et la durée d'exercice des fonctions justifiant la demande ;
- Une fiche individuelle d'état civil ;
- Un justificatif du domicile ;
- Si le demandeur est un salarié, les photocopies certifiées conformes du contrat de travail et des bulletins de salaires permettant de déterminer la nature des fonctions et la durée pendant laquelle elles ont été exercées ;
- Un certificat d'affiliation émanant soit, si le candidat est un travailleur salarié, d'une caisse de retraite de cadre, soit, si le candidat est un travailleur non salarié, d'une caisse de retraite de travailleurs non salariés, précisant depuis quelle date cette affiliation existe ;
- Le cas échéant, les photocopies de l'attestation des pouvoirs bancaires délivrée par la banque et des délégations de signature dont a pu disposer le candidat, pour toute la durée de ses fonctions ;
- Pour les personnes de nationalité française l'attestation de recensement délivrée par la mairie (pour les jeunes hommes nés après le 31 décembre 1978 et les jeunes femmes nées après le 31 décembre 1982) et, le cas échéant, du certificat de participation à l'appel de préparation à la défense.

Le préfet de région soumet le dossier à l'avis de la commission consultative régionale qui, à l'occasion d'un entretien, vérifie les connaissances du demandeur. Si celles-ci lui apparaissent insuffisantes pour assurer la direction d'une entreprise de transport ou de location, la commission rend un avis défavorable ou propose au préfet de subordonner la délivrance de l'attestation à l'acquisition, par le candidat, de connaissances complémentaires dont il est justifié par la production d'une attestation certifiant que ledit candidat a suivi avec succès un ou deux stages d'au moins dix jours chacun « approuvés » par le préfet de région.
Avant l'entretien, la commission se renseigne auprès de la Direction régionale de l'équipement (D.R.E.) et du Direction régionale du travail des transports (D.R.T.T.)  sur le comportement au regard des réglementations de l'entreprise dans laquelle le demandeur a acquis son expérience professionnelle.
Les refus de délivrance de l'attestation pour exercice de fonctions de direction ou d'encadrement doivent être motivés.

#### Diplômes requis (exploitants de véhicules de plus de3,5 tonnes)
Sont dispensées de l'examen écrit de capacité professionnelle les personnes titulaires de diplômes de l'enseignement supérieur ou technique impliquant « une bonne connaissance » dans les matières composant ledit examen (D. no 99-752, 30 août 1999, art. 4-II). L'arrêté « capacité professionnelle » du 17 novembre 1999 (JO 30 nov. 1999, p. 17808) fixe la liste des diplômes requis. Les candidats doivent présenter au préfet de la région de leur domicile un dossier comportant notamment une photocopie du diplôme (ou de titre de fin d'études) présenté. 

##### Diplômes donnant l'accès au registre sans justification complémentaire
Les diplômes délivrés dans un autre État membre de l'Espace économique européen peuvent être acceptés par équivalence avec les diplômes nationaux énumérés ci-dessous et ce, sur décision du directeur des transports terrestres (Arr. min. 17 nov. 1999, art. 13). Il s'agit des diplômes suivants, pour l'essentiel de l'enseignement technique ou technologique :
- Diplôme (ou titre de fin d'études si l'établissement ne délivre pas de diplôme) spécialisé en transport ou comportant une option « transport » et « homologué de droit ou par la commission technique d'homologation des titres et diplômes de l'enseignement technologique au minimum au niveau III ». Le niveau III en question correspond à bac + 2. Les diplômes homologués de droit sont ceux délivrés par l'Éducation nationale, dont ils portent le visa. Les diplômes faisant l'objet d'une homologation par la commission technique sanctionnent des enseignements dispensés sous l'égide du ministère du Travail ou par des écoles privées ; on en trouve la liste en consultant le 36.15 code INFFO (service du Centre Inffo). Quant au titre de fin d'études, il doit attester que le demandeur a suivi avec succès la totalité de la scolarité ;
- Diplôme de fin d'études de l'École de maîtrise du transport routier (EMTR) délivré par Promotrans[5] ;
- Diplôme de fin d'études de l'École du transport et de la logistique (ETL) ;
- Brevet professionnel de transport, option Transport routier ;
- Certificat de compétence intitulé « responsable d'une unité de transports de marchandises et logistiques » délivré par le CNAM (Conservatoire national des arts et métiers)[6] dans le cadre d'une convention passée entre cet organisme et l'AFTRAL[7](Association pour le développement de la formation professionnelle dans les transports et la logistique) ;
- Titre de « Manager Transports et Logistique » de l'École supérieure des transports (certifié niveau II)

##### Diplômes n'ouvrant l'accès au registre que sous réserve de justifications complémentaires
Ce sont :
- Baccalauréat professionnel spécialité « exploitation des transports » L'attestation de capacité professionnelle peut être délivrée par équivalence à tout demandeur titulaire du baccalauréat professionnel spécialité « exploitation des transports » en particulier, à condition qu'il justifie avoir suivi avec succès un stage de formation de dix jours sur la gestion et l'exploitation d'une entreprise de transport routier.
- Diplômes de l'enseignement supérieur ou technique sans spécialisation « transport », sanctionnant une formation juridique, économique, comptable ou technique et homologués au minimum au niveau III Là aussi, le demandeur peut produire un titre de fin d'études attestant qu'il a suivi avec succès la totalité de la scolarité si l'établissement ne délivre pas de diplôme. La seule possession de ces diplômes ne suffit pas pour l'inscription au registre : leurs titulaires doivent, en outre, témoigner de « connaissances leur permettant de diriger une entreprise de transport ». Ces connaissances sont réputées acquises lorsque le demandeur justifie :
  - soit d'un an d'expérience professionnelle à un niveau de direction dans une entreprise inscrite au registre des transporteurs et des loueurs, sous réserve que cette expérience professionnelle ne remonte pas à plus de trois ans à la date de la demande ;
  - soit de sa participation avec succès à deux stages de formation d'au moins dix jours chacun portant, l'un sur les réglementations spécifiques (notamment sociale et professionnelle) des transports publics routiers de marchandises, l'autre sur la gestion et l'exploitation d'une entreprise de transport routier. Les titulaires d'un diplôme délivré au terme d'un enseignement comportant au moins deux cents heures de formation à la gestion et l'exploitation d'une entreprise de transport routier peuvent être dispensés du stage portant sur la gestion et l'exploitation de l'entreprise.

#### Réussite à un examen spécifique (véhicules de plus de3,5 tonnes)
Au nombre des modes de justification de l'aptitude professionnelle retenus par l'article 4-I du décret no 99-752 du 30 août 1999 figure la réussite à « un examen écrit de capacité professionnelle ».
Les modalités et le programme de cet examen sont fixés par un arrêté ministériel du 17 novembre 1999 (JO 30 nov. 1999, p. 17808).
Des programmes différents étant prévus pour les examens d'aptitude aux professions de transporteur de voyageurs et de commissionnaire de transport, il s'ensuit que la réussite à l'attestation « voyageurs » ou à l'attestation « commissionnaire » n'ouvre pas droit à l'inscription au registre des transporteurs et des loueurs, et vice versa. Le titulaire de l'une de ces attestations désireux d'en obtenir une autre doit donc passer l'examen correspondant et il n'est même plus dispensé de subir de nouveau certaines épreuves communes aux trois programmes, comme c'était le cas jusqu'à fin 1993.
Aux termes de l'arrêté du 17 novembre 1999 (Arr. min. 17 nov. 1999, JO 30 nov. 1999, p. 17808), l'examen dit « attestation de capacité » est écrit et présente un caractère national. Il se compose :
- d'un questionnaire à choix multiples (QCM) de 50 questions noté sur 100 portant sur diverses matières (éléments de droit civil, de droit social, de droit fiscal, gestion commerciale et financière de l'entreprise, accès au marché, norme et exploitation techniques, sécurité routière), une note inférieure à 50 est éliminatoire ;
- d'une épreuve portant sur la gestion et l'exploitation de l'entreprise et composée de questions et exercices nécessitant une réponse rédigée notée également sur 100. Une note inférieure à 40 est éliminatoire.
- le total des deux notes doit être d'au moins 120 sur 200.

Le jury d'examen est constitué de personnes compétentes dans les matières prévues au programme (personnes qualifiées de l'Administration, des organisations professionnelles, des organismes de formation et des chefs d'entreprises). La composition en est arrêtée par le préfet de région siège d'un jury d'examen.

#### Réussite à un examen spécifique (véhicules de moins de3,5 tonnes)
L’accès à la profession de transporteur public routier de marchandises avec des véhicules dont le poids maximal autorisé (PTAC) n’excède pas 3,5 tonnes est subordonné à la détention d’une attestation de capacité professionnelle en transport léger de marchandises.
Cette exigence découle du règlement (CE) n° 1071/2009 du 21 octobre 2009, applicable depuis le 4 décembre 2011, qui impose aux États membres de fixer des conditions minimales pour l’accès à la profession de transporteur routier, y compris en transport léger, sous réserve de certaines adaptations nationales. En France, ces dispositions sont transposées par le décret n° 99-752 du 30 août 1999 (modifié) et précisées par l’arrêté du 28 janvier 2010 fixant les modalités d’organisation de l’examen.
L’attestation s’obtient par la réussite à un examen écrit à la suite d'une formation de capacité de transport obligatoire RNCP (RS5854), différent de celui requis pour le transport de marchandises avec des véhicules de plus de 3,5 tonnes. Il n’existe pas de passerelle automatique entre les deux examens.
L’examen comprend deux épreuves :
- un QCM de 50 questions, noté sur 100 points, couvrant divers domaines : droit civil et commercial, droit social, fiscalité, gestion d’entreprise, réglementation des transports, sécurité, normes techniques et exploitation. Une note inférieure à 50/100 est éliminatoire ;
- une épreuve écrite de gestion et d’exploitation de l’entreprise, notée également sur 100 points. Elle comporte des cas pratiques et des questions ouvertes. Une note inférieure à 40/100 est éliminatoire.

Pour être déclaré admis, le candidat doit obtenir au moins 120 points sur 200.

#### Attestation de capacité professionnelle voyageur (de personnes)
L’aptitude professionnelle pour l’exercice de l’activité de transport public routier de personnes est notamment justifiée par la réussite à un examen écrit national, conformément aux dispositions du décret n° 2010-204 du 2 mars 2010 relatif à l’exercice de l’activité de transport public routier de personnes (article 3) et à l’arrêté du 28 janvier 2010 fixant les modalités d’organisation de l’examen (JO du 9 févr. 2010).
Comme pour les autres catégories de transport (marchandises, commissionnaire), l’examen donne lieu à la délivrance d’une attestation de capacité professionnelle, propre à chaque spécialité. Ainsi, la réussite à l’attestation « voyageurs » ne permet pas d’exercer dans le transport de marchandises ou en tant que commissionnaire, et inversement. Un candidat souhaitant obtenir une nouvelle capacité doit passer l’examen correspondant, sans dispense automatique, y compris pour certaines matières communes.
L’examen « voyageurs » est écrit, de portée nationale, et comporte deux épreuves principales :
- un questionnaire à choix multiples (QCM) de 50 questions, noté sur 100 points, couvrant des domaines variés : droit civil, droit social, droit fiscal, gestion financière, accès au marché, réglementation technique et sécurité routière. Une note inférieure à 50/100 est éliminatoire ;
- une épreuve écrite composée d’exercices pratiques et de questions ouvertes sur la gestion et l’exploitation d’une entreprise de transport routier de personnes, notée également sur 100. Une note inférieure à 40/100 est éliminatoire.

Pour être déclaré admis, le candidat doit obtenir un minimum de 120 points sur 200.

### Navigation intérieure
La directive 87/540/CEE du 9 novembre 1987 relative à l'accès à la profession de transporteur de marchandises par voie navigable dans le domaine des transports nationaux et visant à la reconnaissance mutuelle des diplômes, certificats et autres titres concernant cette profession prévoit les conditions d'accès à la profession de transporteur de marchandises par voie navigable, définie comme l'activité de toute personne physique ou de toute entreprise qui effectue au moyen d'un bateau d'intérieur un transport de marchandises pour le compte d'autrui, même si cette activité n'est exercée qu'à titre occasionnel. 
Elle ne concerne pas la profession de transporteur de marchandises par voie navigable au moyen de bateaux dont le port en lourd à l'enfoncement maximal n'est pas supérieur à 200 tonnes métriques. Elle ne s'applique pas non plus aux personnes physiques ou entreprises exploitant des bacs.
En France, les dispositions relatives à l’exercice de la profession de transporteur fluvial de marchandises sont détaillées par l'article L. 4421-1 et les articles R. *4421-1 et suivants du code des transports. 
La condition de capacité professionnelle fait l’objet d’une attestation délivrée :
- soit aux personnes titulaires d’un diplôme de l’enseignement supérieur sanctionnant une formation qui permette d’assurer la direction d’une entreprise de transport ou d’un diplôme d’enseignement technique sanctionnant une formation qui prépare aux activités de transport ;
- soit aux personnes qui ont exercé pendant au moins trois années consécutives des fonctions de direction ou d’encadrement dans une entreprise de transport fluvial de marchandises ou dans une autre entreprise, si l’activité qu’elles y ont exercée relève du domaine des transports ;
- soit aux personnes qui ont satisfait aux épreuves d’un examen permettant d’apprécier leurs aptitudes professionnelles.

Les modalités d'application sont définies par trois arrêtés signés le 28 juillet 1992.
Voies navigables de France assurent l'instruction des dossiers de demande, mais c'est le préfet des Hauts-de-France qui délivre l'attestation.
Le code des transports (article L. 4422-1) prévoit que les entreprises de transport public fluvial de personnes établies doivent être inscrites sur un registre. L’inscription à ce registre peut être subordonnée à des conditions d’honorabilité professionnelle, de capacité financière et de capacité professionnelle, selon des modalités fixées par décret en Conseil d’État (article L. 4422-2 du code des transports). Mais ces modalités n'ont pas encore été prévues.

## Intermédiaires de transport

### Commissionnaires de transport

#### Aptitude professionnelle
Le décret no 90-200 du 5 mars 1990 introduit, pour les entreprises désireuses d'accéder à la profession de commissionnaire de transport, une condition d'aptitude voisine de celle depuis longtemps requise des transporteurs publics routiers et des loueurs de véhicules avec chauffeur. 
Un arrêté ministériel du 20 décembre 1993 (JO 31 déc., p. 18582), explicite les trois filières classiques, savoir possession d'un diplôme de l'enseignement supérieur ou technique, expérience professionnelle et réussite à un examen écrit spécifique.

##### Titulaire de l'attestation de capacité professionnelle
La condition d'aptitude professionnelle doit être satisfaite par la personne assurant la direction effective et permanente de l'entreprise (ou, du moins, de la branche commission de transport de celle-ci). 

##### groupes d'entreprises
Un attestataire de capacité pour chaque entreprise du groupe constitue le principe. Toutefois, une même et seule personne peut répondre de l'aptitude professionnelle pour tout le groupe, dès lors qu'est rapportée la double preuve, d'une part, du contrôle exercé par l'une des entreprises sur les autres, d'autre part, de fonctions de direction, en rapport direct avec l'activité « commission », assumées dans chacune de ces entreprises (Circ. min. no 95-85, 6 nov. 1995). 

##### Départements d'outre mer
Le décret du 24 octobre 2002 (D. no 2002-1312, 24 oct. 2002, JO 31 oct., p. 18086) a étendu l'application du décret du 5 mars 1990 aux départements d'outre-mer et donc s'applique aujourd'hui aux entreprises y exerçant une activité de commission de transport. Il opère un aménagement de l'attestation de capacité, celle-ci n'étant pas exigée des personnes exerçant au 31 octobre 2002 les fonctions de direction (permanente et effective) de ces entreprises.

#### Diplômes de l'enseignement supérieur ou technique
L'article 4 du décret no 90-200 du 5 mars 1990 et le titre  II de l'arrêté ministériel du 20 décembre 1993 (JO 31 déc., p. 18582) distinguent deux types de diplômes. Les uns permettent un accès direct à la profession du fait qu'ils comportent une spécialisation transport, les autres n'ouvrant droit à l'attestation de capacité que sous réserve de la justification des connaissances nécessaires à l'exercice de la profession de commissionnaire de transport.

##### Diplômes emportant inscription de plein droit au registre
Figurent dans ce premier groupe les diplômes suivants (Arr. min. 20 déc. 1993, art. 4) :
- Tout diplôme (ou titre de fin d'études) spécialisé en transport ou comportant une option transport et « homologué de droit ou par la Commission technique d'homologation des titres et diplômes de l'enseignement technologique au minimum au niveau III » (soit un niveau bac + 2) ;
- Diplôme de fin d'études de l'Ecole de maîtrise du transport routier (EMTR) délivré par Promotrans ;
- Diplôme de fin d'études de l'Ecole du transport et de la logistique (ETL) ;
- Brevet professionnel de transport et des activités auxiliaires, option « auxiliaire de transport ».

Quant au titre de fin d'études, il doit attester que le demandeur a suivi avec succès la totalité de la scolarité.

##### Diplômes n'ouvrant accès au registre que sous réserve de justifications complémentaires
Ce sont des diplômes de l'enseignement supérieur ou technique sans spécialisation transport, sanctionnant une formation juridique, économique, comptable ou technique comportant au moins 200 heures de formation à la gestion de l'entreprise, et homologués au minimum au niveau III. Là aussi, le demandeur peut produire un titre de fin d'études attestant qu'il a suivi avec succès la totalité de la scolarité si l'établissement ne délivre pas de diplôme.
La seule possession de ces diplômes ne suffit pas pour l'inscription au registre. Leurs titulaires doivent, en outre, témoigner de « connaissances leur permettant d'exercer la profession de commissionnaire de transport », connaissances qui sont réputées acquises lorsque le demandeur justifie :
- Soit d'un an d'expérience professionnelle (sous réserve que cette expérience ne remonte pas à plus de trois ans au jour de la demande) à un niveau de direction dans une entreprise inscrite au registre des commissionnaires, au registre des transporteurs routiers, à celui des loueurs de véhicules industriels ou, enfin, « au sein d'une autre entreprise dans des fonctions relevant du domaine de la commission de transport » ;
- Soit de la participation à un stage de formation d'au moins 80 heures (approuvé par le Directeur des transports terrestres) assurant un niveau de connaissances en droit appliqué au transport et en économie des transports et activité de commissionnaire équivalent à celui requis pour l'examen écrit.

##### Dossier de demande d'attestation de capacité
Les postulants doivent présenter un dossier comportant les pièces suivantes :
- Demande d'attestation de capacité rédigée sur papier libre ;
- Photocopie certifiée conforme du diplôme ou du titre de fin d'études ;
- Fiche individuelle d'état civil ;
- Justificatif de domicile.
- Pour les titulaires de diplômes du § ci-dessus, soit un certificat de l'organisme de formation attestant que le demandeur a suivi avec succès la totalité du stage, soit une description détaillée de la nature et de la durée des fonctions exercées, accompagnée :
  - s'agissant d'un salarié, des photocopies certifiées conformes du contrat de travail et des bulletins de salaires, d'un certificat d'affiliation à une caisse de retraite de cadres et, le cas échéant, des photocopies de l'attestation des pouvoirs bancaires délivrée par la banque et des délégations de signature dont il a pu disposer,
  - s'agissant d'un non-salarié, d'un certificat d'affiliation à une caisse de retraite de travailleurs non-salariés, précisant à quelle date cette affiliation remonte, et, le cas échéant, des photocopies des pouvoirs bancaires susvisés.

Le dossier doit être adressé au préfet de région (direction régionale de l'Équipement) où le demandeur est domicilié.

#### Expérience professionnelle
En application de l'article du décret no 90-200 du 5 mars 1990, l'attestation de capacité professionnelle peut, après examen du dossier du postulant, être délivrée sur justification de cinq années consécutives de fonctions de direction ou d'encadrement exercées au sein d'une entreprise inscrite, soit au registre des commissionnaires de transport, soit au registre des transporteurs, soit au registre des loueurs, soit au sein d'une autre entreprise dans des fonctions relevant du domaine de la commission de transport.
Selon la circulaire no 166-90 du 27 avril 1990, cette « autre entreprise » peut être, notamment, une entreprise de transport autre que routière, une entreprise de transit ou une entreprise de négoce international, à condition que le poste ait comporté l'organisation de transports multimodaux.
Les fonctions de direction et d'encadrement consistent plus précisément, « soit dans la direction d'une entreprise en tant que responsable d'établissement principal ou secondaire, soit dans l'emploi d'ajoint de ce dernier, soit dans un emploi de cadre supérieur chargé de fonctions commerciales et responsable d'un département de l'entreprise » (Arr. min. 20 déc. 1993, art. 8, al. 2, JO 31 déc.).
Enfin, les cinq années consécutives ne doivent pas remonter à plus de trois ans à la date de la demande d'attestation de capacité.
Démarches à accomplir.
Le seul fait d'avoir exercé des fonctions de direction ou d'encadrement n'ouvre pas d'office droit à l'inscription au registre. Le demandeur doit encore justifier qu'il possède les connaissances et compétences requises pour exercer la profession de commissionnaire de transport. L'arrêté ministériel du 20 décembre 1993 (JO 31 déc., p. 18582), précise que ce contrôle des connaissances s'opère à partir d'un dossier adressé par le postulant au préfet de région de son domicile et comportant les pièces énumérées au § du numéro précédent (sauf, bien entendu, la photocopie du diplôme).
Le préfet de région soumet le dossier à l'avis d'une Commission consultative régionale composée, en nombre égal, de représentants de l'Administration, des associations de formation professionnelle liées à l'État par une convention et des organisations professionnelles de commissionnaires les plus représentatives sur le plan national.
À l'occasion d'un entretien, la Commission vérifie les connaissances du demandeur. Si celles-ci lui apparaissent insuffisantes, elle rend un avis défavorable ou propose au préfet de subordonner la délivrance de l'attestation à la participation du candidat à un stage d'au moins quarante heures susceptible de l'amener à un niveau de connaissances comparable à celui requis pour l'examen écrit. La réglementation de la commission de transport étant aujourd'hui « multimodale », le postulant doit se préparer à affronter des questions sur le droit maritime ou droit aérien, voire les incoterms.
Avant l'entretien, la commission se renseigne auprès de la direction régionale de l'Équipement et du directeur régional du Travail (transports) sur le comportement au regard des réglementations de l'entreprise dans laquelle le demandeur a acquis son expérience professionnelle.

#### Réussite à un examen écrit spécifique
Cette dernière filière ne doit normalement jouer qu'un rôle subsidiaire en matière de commission de transport (Circ. min. no 166-90, 27 avr. 1990).
Les modalités et le programme de l'examen sont fixés par les articles 2 et 3 de l'arrêté ministériel du 20 décembre 1993, modifié par l'arrêté ministériel du 26 mai 1994 (JO 17 juin 1994, p. 8760) et par l'arrêté ministériel du 15 octobre 1996 (JO 5 nov. 1996, p. 16099), . Ils précisent :
- l'existence d'un jury d'examen unique siégeant en région Île-de-France, composé de personnes compétentes dans les matières prévues au programme (la liste de ces personnes étant arrêtée par le préfet de région Île-de-France) et de sept centres d'examen (Lille, Paris, Nantes, Metz, Toulouse, Lyon, Marseille) ;
- l'établissement par le directeur des transports terrestres d'un calendrier annuel des examens (il est prévu au moins une session par an) ; les conditions de dépôt des dossiers d'inscription à l'examen : retirés auprès du préfet de la région siège du centre d'examen dans le ressort duquel le candidat est domicilié, ces dossiers doivent parvenir au plus tard deux mois avant la date de la session ;
- la teneur de l'examen, qui se compose, d'une part, de réponses à un questionnaire à choix multiples de 70 questions (noté sur 70 points), d'autre part, d'une épreuve sous forme de réponses rédigées (notée sur 130 points) portant sur la gestion commerciale et financière de l'entreprise.

La durée totale des épreuves est de quatre heures. Sont déclarés reçus les candidats ayant obtenu, d'une part, une note totale au moins égale à 100, d'autre part, au moins 20 pour le questionnaire et 35 pour l'épreuve à réponses rédigées.

#### Honorabilité
Le décret no 90-200 du 5 mars 1990 tel que modifié par le décret du 15 avril 1999 (D. no 99-295, 15 avr. 1999, JO 16 avr., p. 5626) donne, d'une part, une liste détaillée des personnes qui doivent satisfaire à l'exigence d'honorabilité et, d'autre part, une énumération des condamnations entraînant la déchéance de ladite honorabilité.
Outre la personne qui assure la direction permanente et effective de l'activité de commission de l'entreprise, devront satisfaire à la condition d'honorabilité :
- le commerçant, chef d'entreprise individuelle ;
- les associés et les gérants des sociétés en nom collectif ;
- les associés commandités et les gérants des sociétés en commandite ;
- les gérants des sociétés à responsabilité limitée ;
- le président du Conseil d'administration ou du directoire et les directeurs généraux des sociétés anonymes ;
- le président et les dirigeants des sociétés par actions simplifiée.

La condition d'honorabilité cessera d'être remplie lorsque l'une des personnes susvisées aura fait l'objet :
- Soit d'une condamnation définitive mentionnée au bulletin no 2 de son casier judiciaire (ou dans un document équivalent pour les étrangers) entraînant interdiction d'exercer une profession commerciale ou industrielle ;
- Soit de plus d'une condamnation définitive mentionnée au bulletin no 2 du casier judiciaire (ou pour les étrangers dans un document équivalent) pour l'un des délits suivants :
  - infractions mentionnées aux articles  L. 221-2, L. 223-5, L. 224-16 à L. 224-18, L. 231-1, L. 234-1 et s., L. 317-1, L. 317-2, L. 317-3, L. 317-4 et L. 412-1 du Code de la route, (récidive de conduite sans permis approprié, défaut de remise du permis après injonction..., alcoolémie, délit de fuite, etc.),
  - infractions mentionnées aux articles L. 125-1, L. 125-3, L. 324-9, L. 324-10 et L. 341-6 du Code du travail, (travail dissimulé, prêt de main-d'œuvre, emploi irrégulier d'étrangers),
  - infractions aux dispositions de la loi no 52-401 du 14 avril 1952 modifiée (délit de coordination),
  - infractions aux dispositions des articles 3 et 3 bis de l'ordonnance no 58-1310 du 23 décembre 1958 concernant les conditions de travail dans les transports routiers,
  - infractions à la loi no 92-1445 du 31 décembre 1992 et à la loi no 95-96 du 1er février 1995 (délit de prix abusivement bas).

À noter, enfin, que les personnes résidant en France depuis moins de cinq ans (qu'elles soient donc françaises ou étrangères) sont astreintes à un régime particulier consistant à faire la preuve de leur honorabilité ou de l'absence de condamnation dans leur ancien pays de résidence.
Ne peuvent, bien sûr, prétendre à l'inscription au registre les entreprises sous le coup d'une radiation définitive ou temporaire, à titre de sanction, du registre des transporteurs, du registre des loueurs et du registre des commissionnaires (D. no 90-200, 5 mars 1990, art. 9).

### Courtier de fret fluvial
À la qualité de courtier de fret fluvial, la personne physique ou morale qui est mandatée pour mettre en rapport des donneurs d’ordre et des transporteurs publics de marchandises par bateau en vue de la conclusion entre eux d’un contrat de transport. L’exercice de la profession de courtier de fret fluvial est subordonné à des conditions d’honorabilité professionnelle, de capacité financière et de capacité professionnelle. Contrairement au commissionnaire, le courtier ne répond ni de la solvabilité de ses clients, ni de l’exécution des contrats passés par
son entremise et son obligation de mandataire n’est qu’une obligation de moyens.
L’attestation de capacité professionnelle mentionnée à l’article R. 4441-3 est délivrée aux personnes répondant à l’une des conditions suivantes :
- la possession d’un diplôme de l’enseignement supérieur sanctionnant une formation juridique, économique, comptable, commerciale ou technique préparant à la gestion d’une entreprise, ou d’un diplôme d’enseignement technique sanctionnant une formation qui prépare aux activités de transport ;
- l’exercice pendant au moins trois années consécutives de fonctions de direction ou d’encadrement, à condition que ces fonctions n’aient pas pris fin depuis plus de trois ans à la date de la demande d’attestation de capacité professionnelle, soit dans une entreprise exerçant les activités de courtage fluvial ou dans une entreprise de transport fluvial de marchandises, soit dans une autre entreprise si l’activité ainsi exercée relève du domaine des transports.

La condition d’honorabilité requise pour l’inscription au registre est remplie dès lors que le demandeur ne se trouve pas frappé d’une interdiction d’exercer une profession industrielle et commerciale et inscrit, à ce titre, au fichier mentionné au chapitre VIII du titre II du livre Ier de la partie législative du code de commerce.